# Василиха Петро Степанович
Петро́ Степа́нович Васи́лиха (нар. 17 травня 1992 — пом. 11 липня 2014) — солдат Збройних сил України.

## Життєпис
Петро Василиха народився 17 травня 1992 року в селі Дрогомишль Яворівського району Львівської області. У 2010 році закінчив навчально-виховний комплекс «Середня загальноосвітня школа — дошкільний навчальний заклад» (нині  — імені Петра Василихи) села Дрогомишль Яворівського району.
01.09.2009 р. був зарахований на навчання в Новояворівський професійний ліцей (на даний час — Новояворівське вище професійне училище) за спеціальністю монтажник гіпсокартонних конструкцій, маляр. 25.05.2010 р. був відрахований у зв'язку з працевлаштуванням. Рано змушений був піти працювати, щоб забезпечити сім'ю  матеріально. Працював на будовах району, зарекомендував себе хорошим спеціалістом.
Мобілізований навесні 2014-го. Номер обслуги, 24-та окрема механізована бригада. 11 липня 2014 року в районі села Зеленопілля Луганської області приблизно о 4:30 ранку російсько-терористичні угрупування обстріляли з РСЗВ «Град» блокпост українських військовиків, внаслідок обстрілу загинуло 19 військовослужбовців.
Похований у селі Дрогомишль 15 липня 2014-го, у Львівській області оголошено жалобу.
Без Петра лишилися батьки, два брати.

## Нагороди та вшанування
- 14 березня 2015 року — за особисту мужність і героїзм, виявлені у захисті державного суверенітету та територіальної цілісності України, вірність військовій присязі під час російсько-української війни, відзначений — нагороджений орденом «За мужність» III ступеня (посмертно).[2]
- 15 травня 2016 року на фасаді будівлі Дрогомишльського НВК йому відкрито меморіальну дошку.
- НВК «середня загальноосвітня школа — дошкільний навчальний заклад» села Дрогомишль Яворівського району присвоєно ім‘я Петра Василихи.